# E-8 (plataforma de satélite)

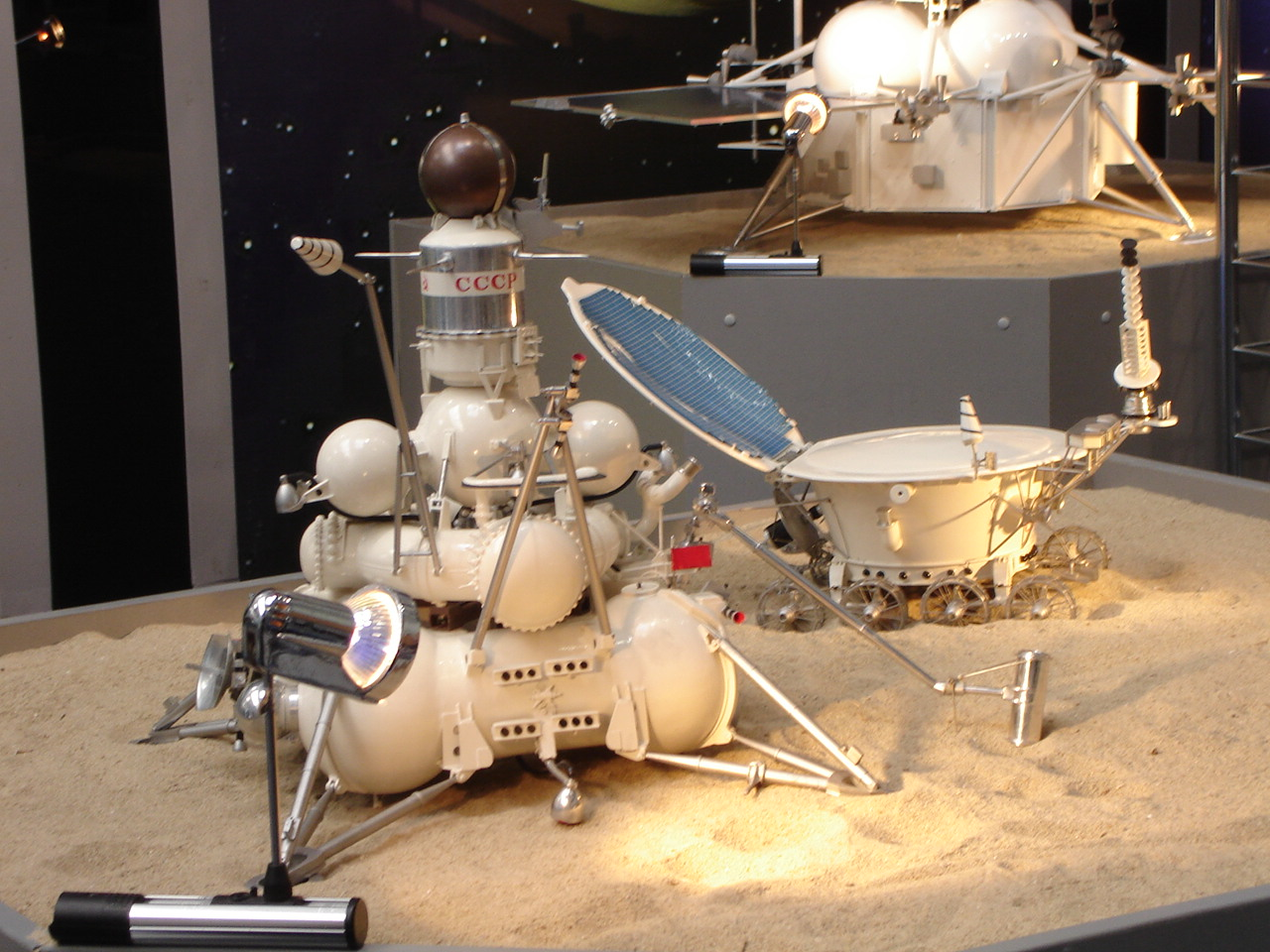
Espaçonaves do tipo E-8

E-8, é a designação de uma plataforma de espaçonave multimissão desenvolvida pelo OKB-1, tendo sido usada na segunda leva de espaçonaves do Programa Luna destinadas a pousar suavemente na Lua, neste caso, liberando um rover. Depois da transferência do projeto para o escritório Lavochkin em Março/Abril de 1965, foram desenvolvidas mais duas variantes: um orbitador lunar de grande porte e um artefato para recolher amostras do solo lunar e retorná-las à Terra.
Ao final de 1967, o projeto e toda a documentação estavam concluídos, incluindo um módulo orbital, uma aterrissador e um rover. O veículo lançador, um Proton-K, com um último estágio do tipo Bloco-D, seria capaz de colocar cerca de 16 toneladas em órbita terrestre baixa. Desse total, o peso total da espaçonave E-8 era de pouco menos de 6 toneladas (5 590 kg), sendo 756 kg do rover.
Cronologia para a E-8
- Luna E-8 No.1 - 19 de fevereiro de 1969 - Falha no lançamento (conhecida como Luna E-8 No.201)
- Luna E-8 No.2 - 10 de novembro de 1970 - Sucesso, pouso lunar, Luna 17 (Lunokhod 1)
- Luna E-8 No.3 - 08 de janeiro de 1973 - Sucesso, pouso lunar, Luna 21 (Lunokhod 2)

## Variantes
Depois do relativo sucesso da plataforma básica, algumas variantes foram desenvolvidas:

### E-8LS
Versão reforçada e bem mais pesada (4 100 kg em órbita lunar), para um satélite especializado abrigando um sistema de câmeras de TV com um sofisticado sistema de orientação e rastreamento para a obtenção de imagens da superfície lunar.
Cronologia para a E-8LS
- Luna E-8LS No.1 - 28 de setembro de 1971 - Sucesso, órbita lunar, Luna 19
- Luna E-8LS No.2 - 29 de maio de 1974 - Sucesso, órbita lunar, Luna 22

### E-8-5
Esta foi uma versão modificada, com o objetivo de retornar amostras do solo lunar. Em meados dos anos 70 foi desenvolvida uma segunda variante, a E-8-5M, com capacidade de perfurar em maior profundidade (mais de 2 metros em relação aos 35 cm anteriores), e um sistema de recolhimento das amostras melhorado.
Cronologia para a E-8-5 / E-8-5M
- Luna E-8-5 No.1 - 14 de junho de 1969 - Falha no lançamento (Luna E-8-5 No.402)
- Luna E-8-5 No.2 - 13 de julho de 1969 - Sucesso parcial, pousou na Lua, sem retorno de amostras Luna 15

| Missão  | Quantidade |  |
| ------- | ---------- |  |
| Luna 16 | 101 g      |  |
| Luna 20 | 55 g       |  |
| Luna 24 | 170 g      |  |
| TOTAL   | 326 g      |  |

- Luna E-8-5 No.3 - 14 de junho de 1969 - Sucesso parcial, entrou em órbita da Terra, Kosmos 300
- Luna E-8-5 No.4 - 22 de outubro de 1969 - Sucesso parcial, entrou em órbita da Terra, Kosmos 305
- Luna E-8-5 No.5 - 06 de fevereiro de 1970 - Falha no lançamento (Luna E-8-5 No.405)
- Luna E-8-5 No.6 - 12 de setembro de 1970 - Sucesso, retornou amostras do solo lunar, Luna 16
- Luna E-8-5 No.7 - 02 de setembro de 1971 - Falha, caiu na Lua Luna 18
- Luna E-8-5 No.8 - 14 de fevereiro de 1972 - Sucesso, retornou amostras do solo lunar, Luna 20
- Luna E-8-5M No.9 - 28 de outubro de 1974 - Sucesso parcial, pousou na Lua, sem retorno de amostras Luna 23
- Luna E-8-5M No.10 - 16 de outubro de 1975 - Falha no lançamento (Luna E-8-5M No.412)
- Luna E-8-5M No.11 - 09 de agosto de 1976 - Sucesso, retornou amostras do solo lunar, Luna 24